# Linum seljukorum
Linum seljukorum är en linväxtart. Linum seljukorum ingår i släktet linsläktet, och familjen linväxter.

## Underarter
Arten delas in i följande underarter:
- L. s. barsegjanii
- L. s. seljukorum